# Папский район
Папский район (тума́н; узб. Pop tumani / Поп тумани) — район Наманганской области Узбекистана. Административный центр — город Пап.

## География
Граничит на северо-востоке — с Чустским районом, на юге — с Таджикистаном, на севере — с Кыргызстаном. На территории района располагается таджикистанский анклав Сарвак.

## Климат
Климат Папского района — умеренно континентальный. Сезонность чётко выражена. Лето — жаркое, зима — умеренно холодная. Зимой часты оттепели. Снежный покров обычно появляется в январе или феврале.
Период со среднесуточной температурой ниже 0 °C длится 30 дней, начинаясь в середине декабря и заканчиваясь в начале марта. Самый холодный месяц — январь (средняя температура на западе района − 5 °C, на востоке — +3 °C).
Самый тёплый месяц — июль (средняя температура — +33 °C на западе и +37 °C на юго-востоке). Максимальная летняя температура (+52 °C) отмечена в Папе. Среднегодовое количество осадков — 250—450 мм.